# Martirià Font i Coll
Martirià Font i Coll (Bordils, Gironès, 1923 - Banyoles, 3 de febrer de 2011) fou instrumentista de tible, compositor de sardanes i director de cobla, que va estar vinculat durant gairebé 30 anys a la cobla Els Montgrins.
Iniciat en la música pel seu pare, Josep Font i Grau, també músic de cobla, fou un dels fundadors l'any 1943 de la cobla-orquestra La Caravana, de Torroella de Montgrí, encara que abans ja havia actuat amb la cobla Victòria de Verges (1939-1940), amb l'Emporitana (1940-1941) i amb La Principal de l'Escala (1941-1942). La major part de la seva vida artística però l'ha dedicat a la cobla-orquestra Els Montgrins, en dues etapes: del 1946 al 1963 i del 1978 fins a la seva jubilació l'any 1988. També n'esdevingué director.

## Obra

### Sardanes
- Dolç record (1945)
- Mercè (1947)
- Fina (1949)
- Esvalotada (1950)
- Cercant brega (1951)
- Dalt la carena (1953)
- Mà i manetes (1954)
- Tot petit petit (1955)
- Núria d'Avinyó (1956)
- Regal de Reis (1959)
- La Mª Teresa i en Josep (1960)
- Sardanes al casino (1960)
- Ciutat de l'Hospitalet (1960)
- Ireneta (1963)